# Бодров Василь Олександрович
Василь Олександрович Бодров (26 жовтня 1897, Челіщево — 9 січня 1980, Київ) — український радянський науковець-лісівник, фахівець з лісової меліорації, педагог. Доктор сільськогосподарських наук (1950), професор (1952). Засновник власної наукової школи з лісової меліорації, дослідник підвищення захисних функцій лісових насаджень, оптимізації зональних лісоаграрних ландшафтів.
Майже 30 років — професор Української сільськогосподарської академії (1948—1977), з яких 20 років — завідувач кафедри лісової меліорації. Автор понад 150 наукових робіт, учень професора Георгія Висоцького, послідовник наукової школи професора Василя Докучаєва.

## Життєпис
Народився 26 жовтня 1897 року в селі Челіщево Тамбовської губернії. У 1925 році закінчив Воронезький сільськогосподарський інститут (ВСГІ). Учень професора Георгія Висоцького, послідовник наукової школи професора Василя Докучаєва.
Відтоді ж працював на виробництві у місті Нижній Новгород. З 1932 року — науковий співробітник Всесоюзного науково-дослідного інституту агролісомеліорації (Сталінград). З 1937 року — завідувач кафедри лісової меліорації своєї alma mater, ВСГІ.
З 1948 року — в Києві, обійняв посаду завідувача кафедри лісової меліорації Української сільськогосподарської академії. Тоді ж заснував власну наукову школу з лісової меліорації. Готував виробничі та наукові кадри для полезахисного лісорозведення.
У 1950 році здобув науковий ступінь доктора сільськогосподарських наук, захистивши дисертацію на тему «Лесоводческий метод борьбы с засухой». Через два роки затверджений у вченому званні професора.
Керував кафедрою протягом 20 років. У 1968 році залишив цю посаду та став професором-консультантом. У 1977 році вийшов на заслужений відпочинок.

Могила Василя Бодрова, Байкове кладовище

Автор понад 150 наукових робіт. Дослідник підвищення захисних функцій лісових насаджень, оптимізації зональних лісоаграрних ландшафтів. Основні роботи Василя Бодрова, зокрема монографія, заснована на докторській дисертації («Лесоводческий метод борьбы с засухой»), багато разів перевидані за кордоном — в Чехії, Румунії, Болгарії, Китаї, США тощо.
Науковий керівник та консультант майже 30 докторів та кандидатів наук. Серед учнів Василя Бодрова — науковці Михайло Штофель, Олексій Пилипенко, Віталій Лукіша, Прокіп Кальний, Володимир Свириденко тощо.
Помер на 83-му році життя 9 січня 1980 року. Похований на Байковому кладовищі (ділянка № 33, 50°25′3.76″ пн. ш. 30°30′5.36″ сх. д. / 50.4177111° пн. ш. 30.5014889° сх. д.).

## Науковий доробок (частковий)
- Древонасаждение как мера борьбы с засухой / В. А. Бодров, С. М. Зепалов ; Всес. науч.-иссл. лесокульт. и агролесомелиоративный ин-т. — [Саратов]: Сарат. гос. изд-во, 1935 (тип. № 1 Сарат. крайместпрома). — Обл., 82, [2] с. : ил.; 22х15 см.
- Влияние лесных полос на микроклимат прилегающей территории / В. А. Бодров ; Под ред. акад. Г. Н. Высоцкого… — Москва ; Ленинград: Изд-во Акад. с.-х. наук им. В. И. Ленина, 1936 (М. : тип. треста «Полиграфкнига»). — Обл., 48 с. : ил.; 25х18 см.
- Полезащитные полосы / В. А. Бодров, Г. И. Матякин, Я. Панфилов [и др.] ; под ред. проф. Н. И. Сус. — Москва: Гослестехиздат, 1936. — 218 с. : ил.; 23 см.
- Полезащитное лесоразведение / В. А. Бодров. — Москва: Сельхозгиз, 1937 (5 тип. Трансжелдориздата). — Обл., 269 с., 2 с. объявл., 1 вкл. л. карт. : ил., карт.; 22×15 см.
- Лесная мелиорация: Утв. ГУУЗ НКЛ СССР в качестве учеб. пособия для лесотех. и лесохоз. вузов. — Москва: Гослестехиздат, 1940. — 316 с., 1 вкл. л. карт. : ил., черт., карт.; 22 см.
- Лесоводственный метод борьбы с засухой / проф. В. А. Бодров. — Москва ; Ленинград: Гослесбумиздат, 1950 (Москва : 13-я тип. Главполиграфиздата). — 99 с. : черт.; 21 см.
- Лесоводственный метод борьбы с засухой: диссертация доктора сельскохозяйственных наук : 06.00.00. — Воронеж, 1950. — 237 с. : ил.
- Лесная мелиорация: Учебник для лесотехн. и лесохоз. вузов — 2-е изд., перераб. — Москва ; Ленинград: Гослесбумиздат, 1951. — 460 с.; 10 л. ил. и карт. : ил., карт.; 23 см.
- Лесовъдственият метод за борба със сушата: Прев. от рус. / проф. В. А. Бодров. — София: Земиздат, 1951. — 111 с. : ил.; 21 см.
- Лесная мелиорация: Учебник для лесных техникумов — Москва ; Ленинград: Гослесбумиздат, 1952. — 272 с., 3 л. ил., карт. : ил., карт.; 23 см.
- Les v boji proti suchu / prof. V. A. Bodrov ; Z rus. originalu přeložíli ing. Bohuslav Kešner a ing. Dušan Zachar. — Praha: Brázda, 1952. — 106 с. : ил.; 21 см.
- Metode silvice de luptă ȋmpotriva secetei / V. A. Bodrov. — Bucureşti: Ed. de stat pentru literatură ştiinţifică, 1952. — 113 с. : ил.; 21 см.
- О значении биогеоценологии для степного лесоразведения / В. А. Бодров // Лес и степь: сб. науч. тр. — 1953. — № 1. — 30-35 с.
- Лесная мелиорация: Для лесохоз. вузов и фак. — 3-е изд., перераб. и доп. — Москва: Сельхозиздат, 1961. — 512 с. : ил.; 20 см.
- Полезащитное лесоразведение: (Теорет. основы) / В. А. Бодров, д-р с.-х. наук ; М-во сельск. хоз-ва СССР. Укр. с.-х. акад. Укр. о-во охраны природы. — Киев: Урожай, 1974. — 199 с. : граф.; 21 см.
- Лесная мелиорация с основами лесоводства: Учеб. пособие для студентов агр. фак. с.-х. вузов / В. А. Бодров, П. И. Герасименко, Д. Д. Лавриненко [и др.] ; Под ред. проф. В. А. Бодрова ; Укр. с.-х. акад. — 2-е изд., перераб. — Киев: Укр. с.-х. акад., 1975. — 220 с. : ил.; 20 см.

## Нагороди
- 1961 — медаль «За трудову доблесть»
- 1973 — значок «Відмінник народної освіти УРСР»